# Chiesa di San Marcello (Comano Terme)
La chiesa di San Marcello è la parrocchiale a Lundo, frazione di Comano Terme in Trentino. Rientra nella zona pastorale delle Giudicarie dell'arcidiocesi di Trento e risale al XVI secolo.

## Storia

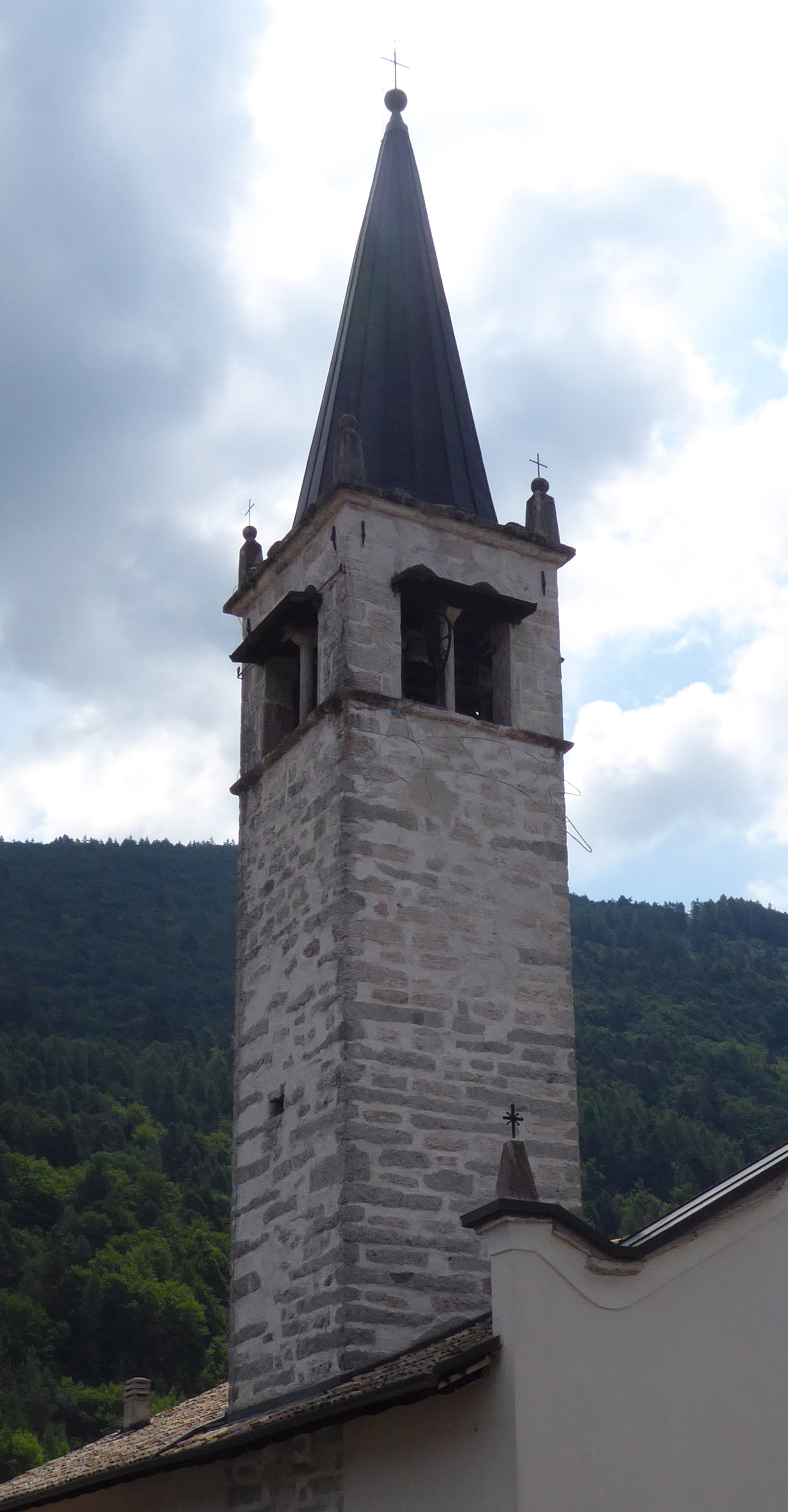
Torre campanaria.

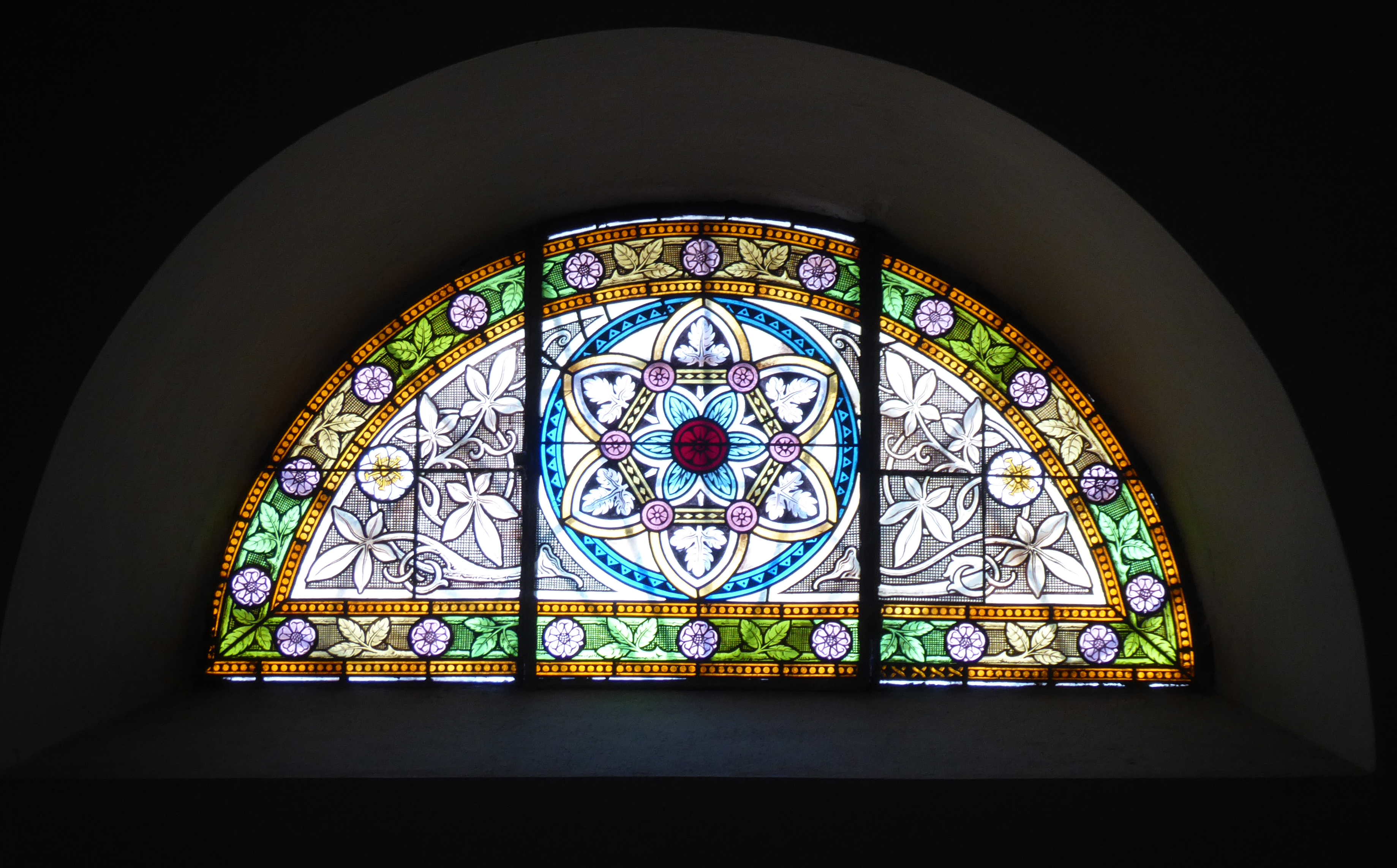
Finestra a lunetta in controfacciata.

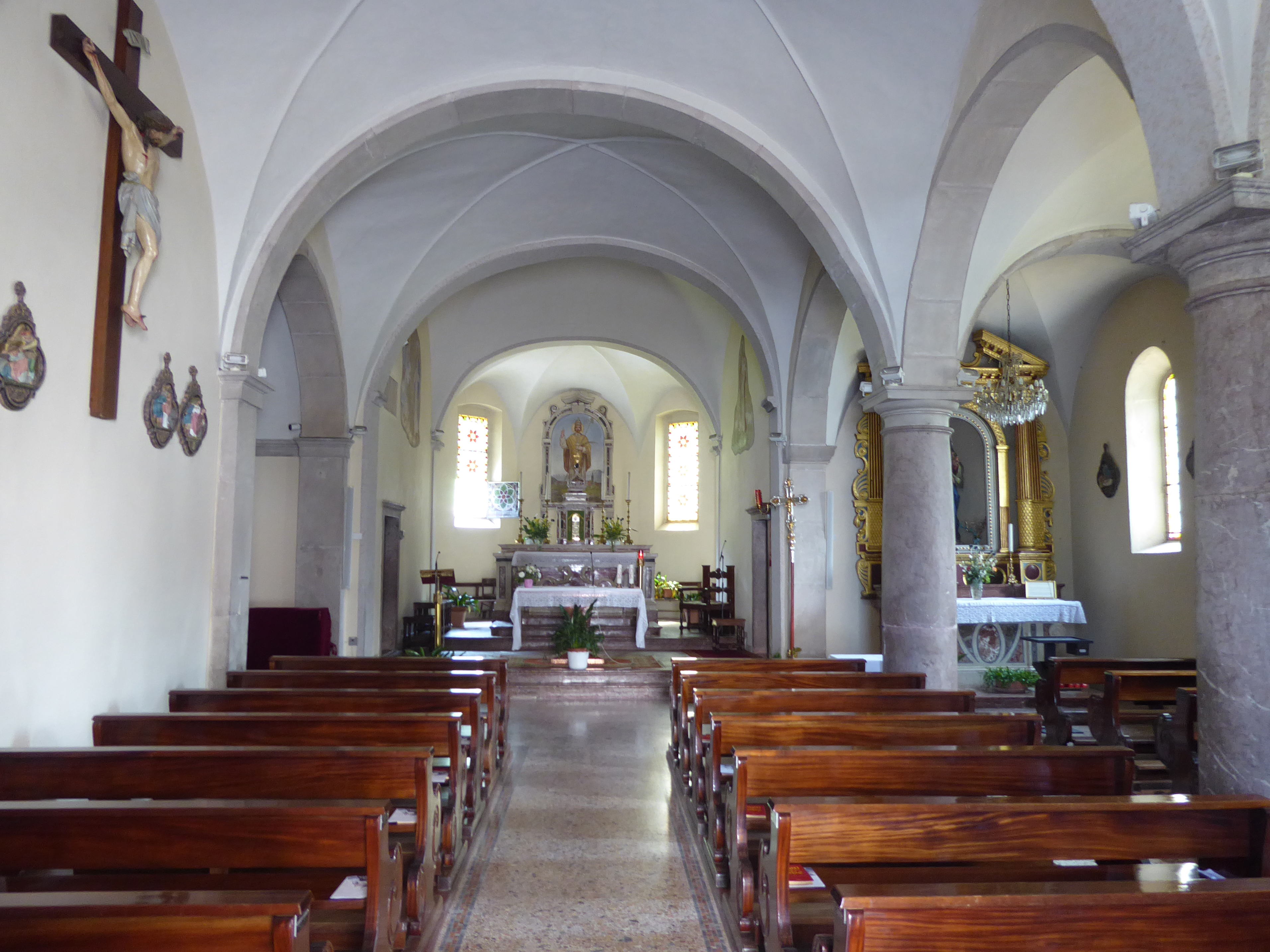
Interno con navata principale e navata laterale, a destra.

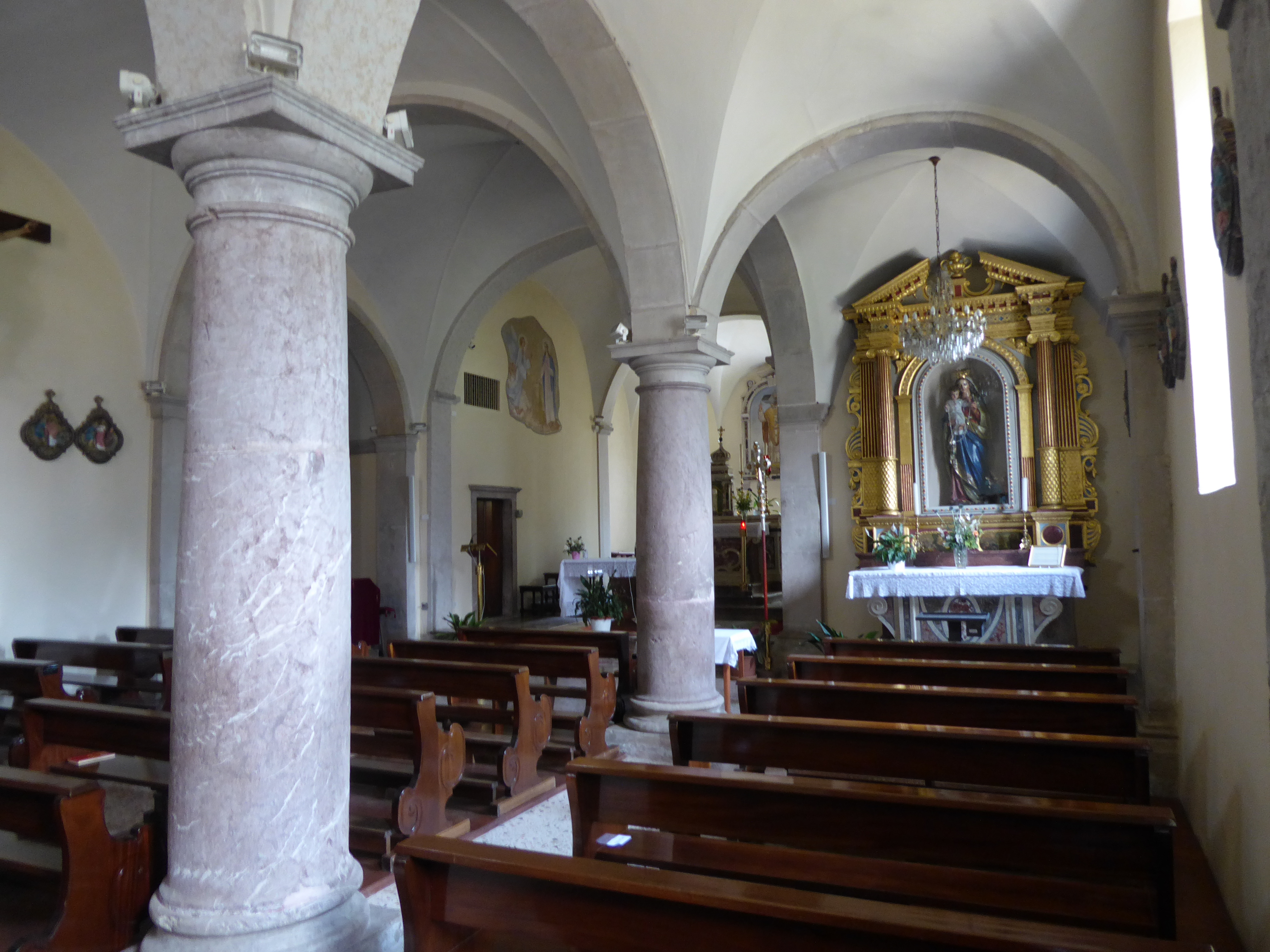
Interno con navata laterale.

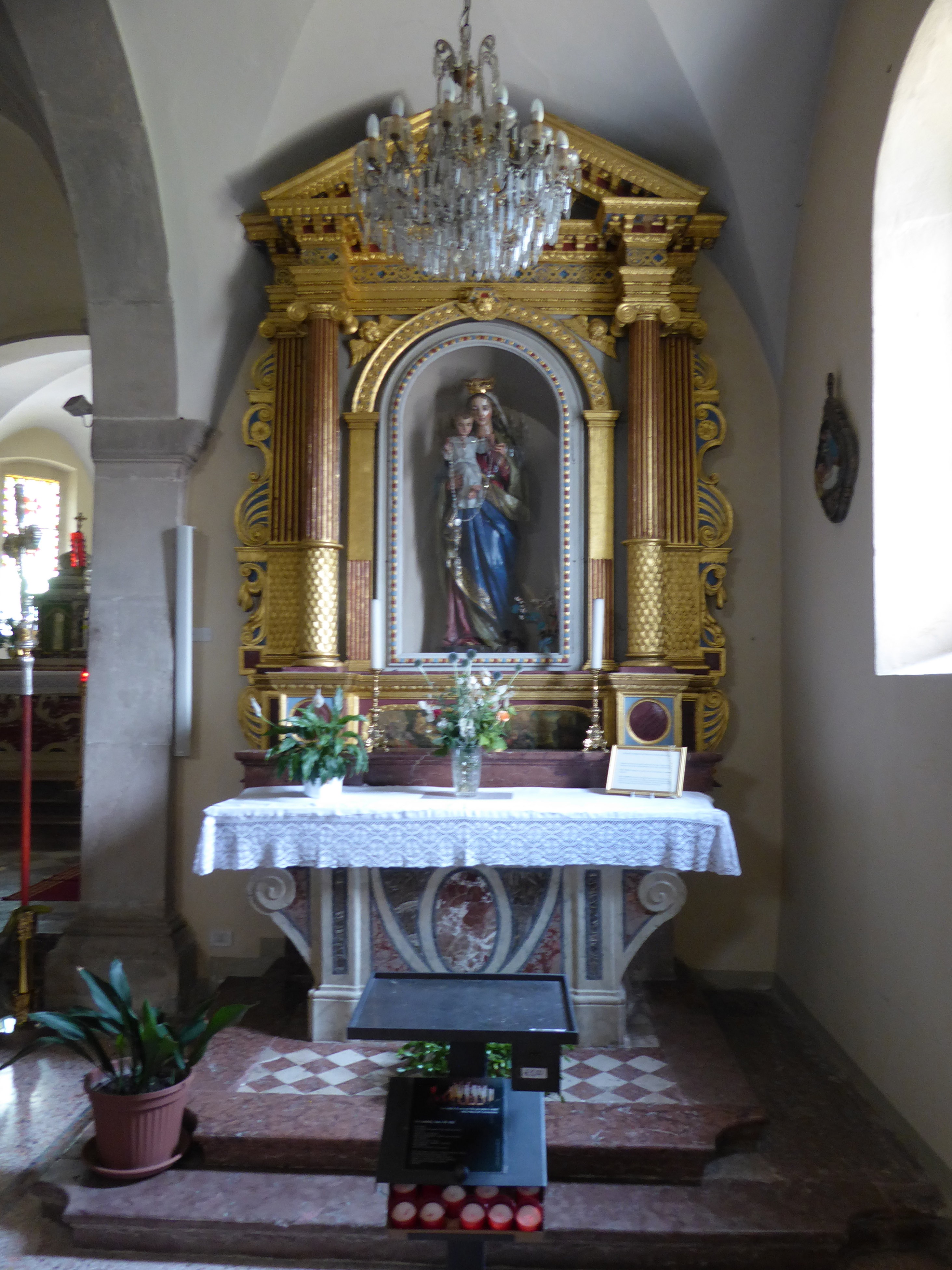
Altare della navata a destra.

Su un sito vicino alla chiesa sono stati trovati resti di un antico luogo di culto risalente al medioevo, forse databile sin dal VIII secolo. La chiesa con dedica a San Marcello a Lundo viene citata per la prima volta negli atti del 1537 in occasione della visita pastorale del cardinale e principe vescovo di Trento Bernardo Clesio. La solenne consacrazione venne celebrata il 28 marzo 1584.
L'edificio fu oggetto di un importante ampliamento nel 1631 quando venne costruita la cappella dedicata a San Rocco. Nel 1743 venne elevata a dignità curaziale della pieve di Lomaso, la chiesa di San Lorenzo. Un ulteriore ampliamento fu realizzato nel XIX secolo quando venne aggiunta una seconda navata, a destra della principale.
Nel 1920 l'interno venne arricchito dalle decorazioni realizzate da padre Angelo Molinari. Dopo il secondo conflitto mondiale fu quasi certamente ristrutturata la torre campanaria e la pavimentazione fu rifatta nel 1951.
Tra il 1966 e il 1976 è stato realizzato l'adeguamento liturgico posizionando l'altare postconciliare davanti all'altare maggiore che conserva il tabernacolo per la custodia eucaristica e le balaustre sono state demolite. Il fonte battesimale è stato spostato a sinistra nella prima cappella laterale.

## Descrizione

### Esterni
La chiesa si trova nell'abitato di Lundo e mostra un orientamento tradizionale verso est. La facciata a capanna allargata con due spioventi ha il portale di accesso architravato sormontato, in asse, dalla finestra a lunetta e dall'oculo. La torre campanaria, in pietra a vista, si alza all'interno del corpo della struttura in posizione centrale, sulla sinistra. La cella campanaria si apre con quattro finestre a bifora e culmina con piramide rivestita in lamiera a base poligonale.

### Interni
La sala è formata da due navate a loro volta suddivise in campate. Il punto di maggior rilevanza storica e artistica, tale da rendere la chiesa un unicum in Trentino, è il frammento di archetto di ciborio che testimonia il primitivo edificio medievale che dopo il momento del suo ritrovamento era stato posto sulla facciata ed in seguito trasferito all'interno della sala. 
Il presbiterio è leggermente rialzato e l'abside ha base poligonale.